# Amitus aleurolobi
Amitus aleurolobi är en stekelart som beskrevs av Mani 1939. Amitus aleurolobi ingår i släktet Amitus och familjen gallmyggesteklar. Inga underarter finns listade i Catalogue of Life.